# 文 (巴伐利亚州)
文（發音：[vɛŋ]）是德国巴伐利亚州下巴伐利亚行政区兰茨胡特县的市镇，面积15.62平方千米，人口为人。